# Jagol
Jagol (macedónul: Јагол, albánul Jagolli) település Észak-Macedóniában, a Délnyugati körzet Kicsevói járásában, 2013-ig az Oszlomeji járás része volt, ami teljes egészében beolvadt a Kicsevói járásba.

## Népesség
| Lakosok száma | 398  | 394  | 366  | 365  | 352  | 11   | 362  | 406  | 215  |
|               | 1948 | 1953 | 1961 | 1971 | 1981 | 1991 | 1994 | 2002 | 2021 |

2002-ben 406 lakosa volt, akik 399 albán, 4 macedón és 3 egyéb.